# アポロ級防護巡洋艦
| アポロ級防護巡洋艦                                   | アポロ級防護巡洋艦 |
| ---------------------------------------------------- | --- |
| 竣工当時の 「レトリビューション（HMS Retribution）」 | |
| 艦級概観                                             | |
| 艦種                                                 | 二等防護巡洋艦 |
| 艦名                                                 | |
| 前級                                                 | ダイアデム級 |
| 次級                                                 | アストーリア級 |
| 性能諸元（（）内は銅被膜艦）                         | |
| 排水量                                               | 常備：3,400トン（3,600トン） |
| 全長                                                 | 95.7m |
| 垂線長                                               | 91.44m |
| 全幅                                                 | 13.11m（13.31m） |
| 吃水                                                 | 5.33m（5.64m） |
| 機関                                                 | 形式不明石炭専焼円缶5基 +直立式三段膨脹型三気筒レシプロ機関2基2軸推進 |
| 最大出力                                             | 自然通風：7,000hp 強制通風：9,000hp |
| 最大速力                                             | 自然通風：18.5ノット 強制通風：20.0ノット（19.75ノット） |
| 航続距離                                             | 10ノット/8,000海里 |
| 燃料                                                 | 石炭：535トン |
| 乗員                                                 | 273名 |
| 兵装                                                 | アームストロング 15.2cm（26口径）単装速射砲2基 アームストロング 12cm（40口径）単装速射砲4基 アームストロング 5.7cm（40口径）単装速射砲8基 4.7cm（43口径）単装機砲1基 オチキス 37mm（23口径）回転式機砲4基 35.6cm魚雷発射管単装4基 |
| 装甲                                                 | 甲板：32mm（平坦部）、51mm（平坦部） 主砲防盾：114mm（最厚部） 機関区開口部：127mm（最厚部） 司令塔：76mm（最厚部） |

アポロ級巡洋艦 (Apollo class protected cruiser) は、イギリス海軍の防護巡洋艦で一挙21隻が建造された。

## 概要

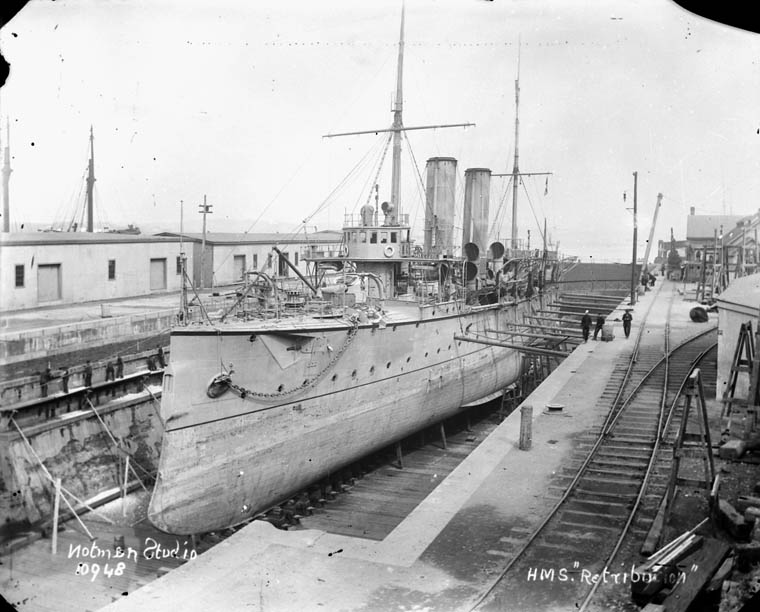
ドライドックで整備を受ける「レトリビューション」。艦底部に張られた木材がよく分かる写真。

本級はイギリス海軍が自国の沿岸警備と植民地への通商保護のために1889年度海軍計画に於いて21隻というイギリス海軍史上類を見ない隻数が建造されたクラスである。本級はミディア級の拡大型として設計された。速力を前級と同程度で、推進機関を従来の横置き型から縦置き型に移行した初めてのクラスで、このためにシリンダーの高さが主甲板を超えるためにシリンダーを囲むように装甲防御を配置したのが特色である。一部の艦は水面下に海産物が付着するのを防止するために木板の上から銅板を張って防御して排水量が増しており、「イオーラス」「ブリリアント」「イフィジェナイア」「レインボウ」「レトリビューション」「シリアス」「スパータン」が該当する。

第一次世界大戦時には老朽化して一線を退いていたが、このうち「セティス」
「イフィジェナイア」「イントレピッド」はゼーブルッヘ襲撃作戦時に閉塞船として用いられて沈められた。

## 艦形

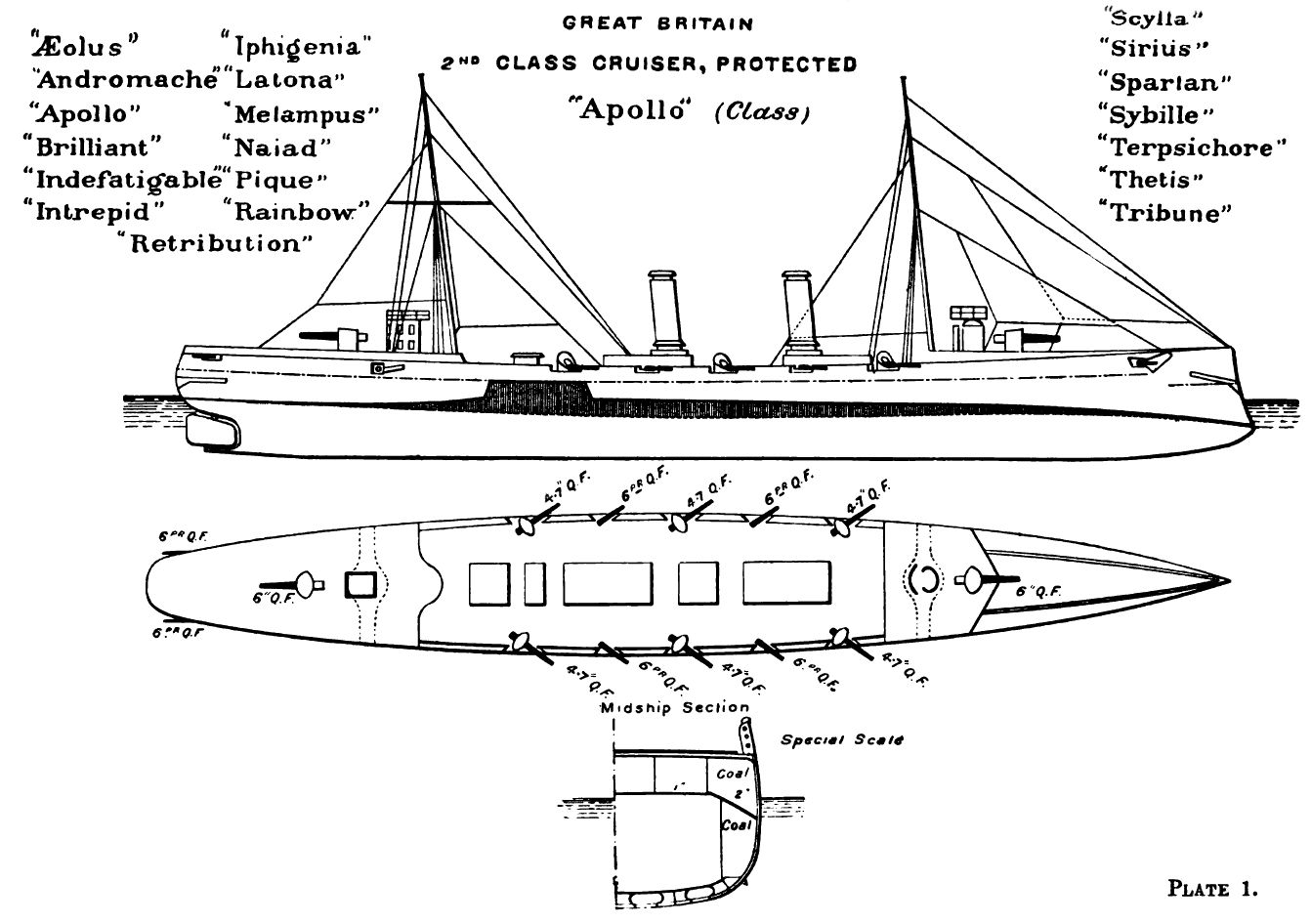
アポロ級のイラスト。黒ベタ部分は装甲範囲を示す。

未だ帆船時代のデザインが色濃く残る時代のイギリスらしく気品ある印象を受ける。船体は乾舷の低い平甲板型船体である。
水面下に衝角（ラムの付いた艦首甲板はタートルバック（亀の甲）と呼ばれる凸面状の水はけのよい形状をしていた。その甲板上の波切り板の上に15.2cm速射砲を防盾の付いた単装砲架で1基を配置した。その背後にある司令塔の上に、両脇に船橋を持つ操舵艦橋と単脚式の前部マストが立つ。船体中央部に2本煙突が等間隔に立ち、その周囲は艦載艇置き場となっており、前後マストを基部とするクレーン1基ずつ計2基と、舷側に2本で1組のボート・ダビッドが片舷3組ずつ計6組で運用された。
舷側甲板上には副砲の12cm速射砲が防盾の付いた単装砲架で片舷2基ずつ計4基配置されており、対水雷艇用の5.7cm速射砲が12cm砲を前後から挟みこむように等間隔に防盾の付いた単装砲架で片舷3基ずつ計6基が配置されていた。
2番煙突の後部に後部マストと後部艦橋が立ち、後部甲板上に15.2cm速射砲1基が配置された。この武装配置により艦首・艦尾方向に最大で15.2cm砲1門、舷側方向に最大で15.2cm砲2門・12cm砲2門・5.7cm砲3門が指向できた。

## 主砲、その他備砲
本艦の主武装は「1890年型 15,2cm（40口径）ライフル砲」を採用した。その性能は45.3kgの砲弾を、仰角15度で9,140mまで届かせられた。砲身の俯仰・砲塔の旋回・砲弾の揚弾・装填は主に人力を必要とした。砲身の上下角度は仰角20度・俯角3度で左右の旋回角度は甲板上に配置したものは300度であった。発射速度は1分間に5～7発と速かったであった。
本艦の副砲にはにアームストロング社製「アームストロング 12cm（45口径）単装砲」を採用した。その性能は20.4kgの砲弾を仰角20度で9,050mまで到達できる性能であった。これを防盾の付いた単装砲架で旋回と俯仰は主に人力で行われ、砲身の仰角20度・俯角3度で砲架は360度旋回できたが実際は上部構造物により射界に制限があった。発射速度は毎分5～6発だった。
他に対水雷艇迎撃用に「アームストロング 5.7cm（40口径）速射砲」を採用した。その性能は2.72kgの砲弾を仰角45度で7,955mまで到達できる性能であった。これを防盾の付いた単装砲架で6基搭載した。旋回と俯仰は主に人力で行われ、砲身の仰角60度・俯角8度で砲架は360度旋回できたが実際は上部構造物により射界に制限があった。発射速度は毎分15発だった。
他に主砲では手に負えない相手への対抗として35.6cm魚雷発射管を単装で4基4門を装備した。

## 同型艦
- イオーラス（Aeolus）
- アンドロマキ（Andromache）
- アポロ（Apollo）
- ブリリアント（Brilliant）
- インデファティガブル（Indefatigable）
- イントレピッド（Intrepid）
- イフィジェナイア（Iphigenia）
- ラトーナ（Latona）
- メランパス（Melampus）
- ナイアド（Naiad）
- ピーク（Pique）
- レインボー（Rainbow）
- レトリビューション（Retribution）
- サフォー（Sappho）
- シラ（Scylla）
- シリアス（Sirius）
- スパータン（Spartan）
- シビル（Sybille）
- タープシコリ（Terpsichore）
- セティス（Thetis）
- トリビューン（Tribune）

## 参考図書
- 「世界の艦船 1996年11月増刊　イギリス巡洋艦史」（海人社）
- 「Conway All The World's Fightingships 1860-1905」（Conway）
- 「Conway All The World's Fightingships 1906–1921」（Conway）